# Carlos Francisco Melo
Carlos F. Melo (Diamante, 4 de noviembre de 1872 – Buenos Aires, 2 de octubre de 1931) fue un abogado, profesor, periodista y político argentino, de la Unión Cívica Radical y de la Unión Cívica Radical Principista que ejerció como diputado nacional por la Capital Federal entre 1916 y 1920, y que fue candidato a vicepresidente en el año 1922. Fue una de las figuras de la oposición a Hipólito Yrigoyen dentro del radicalismo.

## Biografía
Nació en Diamante, Entre Ríos, en 1872 como hijo de los porteños Nereo Melo, un marino que actuó bajo las órdenes del almirante Guillermo Brown, y Rosa Fernández. Su hermano mayor era Leopoldo Melo, dirigente radical antipersonalista que ejerció como ministro del Interior entre 1932 y 1926, y senador nacional entre 1917 y 1930. Se graduó como abogado en la Facultad de Derecho de la Universidad de Buenos Aires en 1897.
Militó desde joven la Unión Cívica Radical, participando de la revolución radical de 1905. Alternaba sus actividades políticas con el periodismo, donde fue el director del diario La Argentina y de la "Revista de Derecho, Historia y Letras" entre 1907 y 1909, y también fue el director del diario "La Argentina". 
Fue diputado nacional por la Unión Cívica Radical por el distrito de la Capital Federal entre 1916 y 1920. En su mandato como diputado nacional proyectó -entre otras cuestiones trascendentes- la nacionalización del petróleo y el carbón, iniciativa que también propiciaron sus colegas Rodolfo Moreno y el socialista Antonio De Tomaso; la fijación de precios máximos para algunos productos alimenticios; logró que se activara la construcción del edificio de arquitectura gótica de la Avenida Las Heras destinado a Facultad de Derecho (hoy de Ingeniería) y hasta puso a consideración del recinto el texto de una reforma constitucional, que entre otros puntos disponía que la elección de la fórmula presidencial debía ser directa y no por medio de Colegio Electoral.
En 1921, en disidencia con la política de Hipólito Yrigoyen constituyó con otros correligionarios el Partido Radical Principista, partido que lo ungió para competir por la vicepresidencia de la Nación en fórmula encabezada por Miguel Laurencena en las elecciones presidenciales de 1922. 
Entre 1920 y 1921 fue presidente de la Universidad Nacional de La Plata, enseñó Psicología en el Colegio Nacional Mariano Moreno y desempeñó las cátedras de Filosofía del Derecho e Historia de las Instituciones Jurídicas en la Facultad de Derecho de la UBA. En diciembre de 1930 fue designado director de la Biblioteca Nacional por el gobierno surgido del golpe militar que derrocó a Hipólito Yrigoyen, encabezado por el general José Félix Uriburu, sustituyendo a Paul Groussac.
Falleció en Buenos Aires en octubre de 1931.